# Campeonato da Europa de Atletismo de 2022 - Salto triplo feminino
A prova do salto triplo feminino do Campeonato da Europa de Atletismo de 2022 foi disputada entre os dias 17 a 19 de agosto de 2022, no Estádio Olímpico de Munique, em Munique na Alemanha.

## Recordes
Antes desta competição, os recordes mundiais e do campeonato nesta prova eram os seguintes:
|                       | Nome             | Nacionalidade | Distância | Local      | Data                 |
| --------------------- | ---------------- | ------------- | --------- | ---------- | -------------------- |
| Recorde mundial       | Yulimar Rojas    | Venezuela     | 15m 74cm  | Tóquio     | 1 de agosto de 2021  |
| Recorde europeu       | Inessa Kravets   | Ucrânia       | 15m 50cm  | Gotemburgo | 10 de agosto de 1995 |
| Recorde do campeonato | Tatyana Lebedeva | Rússia        | 15m 15cm  | Gotemburgo | 9 de agosto de 2006  |

## Medalhistas
| Ouro                        | Prata                  | Bronze                        |
| Maryna Bekh-Romanchuk (UKR) | Kristiina Mäkelä (FIN) | Hanna Knyazyeva-Minenko (ISR) |

## Cronograma
Todos os horários são locais (UTC+2).
| Data         | Hora  | Evento       |
| ------------ | ----- | ------------ |
| 17 de agosto | 12:35 | Qualificação |
| 19 de agosto | 20:55 | Final        |

## Resultados

### Qualificação
Qualificação: Desempenho de 14.40 m (Q) ou os 12 melhores qualificados (q). 
| Posição | Grupo | Atleta                | Nacionalidade | #1    | #2    | #3    | Resultados | Notas |
| ------- | ----- | --------------------- | ------------- | ----- | ----- | ----- | ---------- | ----- |
| 1       | B     | Neele Eckhardt-Noack  | Alemanha      | 14.53 |       |       | 14.53      | Q,    |
| 2       | A     | Patrícia Mamona       | Portugal      | 14.45 |       |       | 14.45      | Q,    |
| 3       | A     | Maryna Bekh-Romanchuk | Ucrânia       | 14.18 | 14.36 | –     | 14.36      | q     |
| 4       | B     | Naomi Metzger         | Reino Unido   | 14.24 | –     | –     | 14.24      | q     |
| 5       | B     | Kristiina Mäkelä      | Finlândia     | x     | 14.11 | x     | 14.11      | q     |
| 6       | A     | Hanna Minenko         | Israel        | x     | 14.06 | x     | 14.06      | q     |
| 7       | A     | Elena Panțuroiu       | Roménia       | 13.55 | 14.00 | x     | 14.00      | q,    |
| 8       | A     | Senni Salminen        | Finlândia     | 13.90 | x     | 13.87 | 13.90      | q     |
| 9       | B     | Ottavia Cestonaro     | Itália        | 13.39 | x     | 13.86 | 13.86      | q     |
| 10      | A     | Dovilė Kilty          | Lituânia      | 13.83 | 13.65 | 13.77 | 13.83      | q     |
| 11      | A     | Aleksandra Nacheva    | Bulgária      | 13.73 | 13.42 | x     | 13.73      | q     |
| 12      | B     | Spyridoula Karydi     | Grécia        | 13.49 | 13.71 | 13.40 | 13.71      | q     |
| 13      | A     | Yekaterina Sariyeva   | Azerbaijão    | 13.66 | x     | x     | 13.66      |       |
| 14      | A     | Dariya Derkach        | Itália        | x     | 13.65 | x     | 13.65      |       |
| 15      | B     | Aina Grikšaitė        | Lituânia      | x     | 13.62 | 11.69 | 13.62      |       |
| 16      | A     | Kristin Gierisch      | Alemanha      | x     | 11.88 | 13.59 | 13.59      |       |
| 17      | B     | Rūta Kate Lasmane     | Letônia       | x     | 13.39 | 13.49 | 13.49      |       |
| 18      | A     | Gizem Akgöz           | Turquia       | x     | 13.40 | x     | 13.40      |       |
| 19      | A     | Adrianna Szóstak      | Polónia       | 13.22 | x     | 13.36 | 13.36      |       |
| 20      | B     | Maja Åskag            | Suécia        | x     | 13.23 | x     | 13.23      |       |
| 21      | B     | Karolina Młodawska    | Polónia       | x     | 12.87 | x     | 12.87      |       |
| 22      | B     | Jessie Maduka         | Alemanha      | 12.11 | x     | x     | 12.11      |       |
| 23      | A     | Paola Borović         | Croácia       | x     | x     | x     | NM         |       |
| 23      | B     | Tuğba Danışmaz        | Turquia       | x     | x     | x     | NM         |       |
| 23      | B     | Neja Filipič          | Eslovênia     | x     | x     | x     | NM         |       |

### Final
A final ocorreu no dia 19 de agosto às 20:55.
| Posição           | Atleta                | Nacionalidade | #1    | #2    | #3    | #4    | #5    | #6    | Resultados | Notas                |
| ----------------- | --------------------- | ------------- | ----- | ----- | ----- | ----- | ----- | ----- | ---------- | -------------------- |
| Medalha de ouro   | Maryna Bekh-Romanchuk | Ucrânia       | 14.81 | 14.68 | x     | 14.80 | 15.02 | x     | 15.02      | EL                   |
| Medalha de prata  | Kristiina Mäkelä      | Finlândia     | 14.01 | 14.64 | x     | 13.93 | 14.34 | x     | 14.64      | Recorde nacional     |
| Medalha de bronze | Hanna Minenko         | Israel        | 14.20 | x     | 14.45 | 13.97 | x     | x     | 14.45      |                      |
| 4                 | Neele Eckhardt-Noack  | Alemanha      | 14.12 | 14.39 | x     | x     | 14.43 | 14.40 | 14.43      |                      |
| 5                 | Patrícia Mamona       | Portugal      | 14.26 | 14.15 | 14.39 | 14.41 | 14.15 | 13.70 | 14.41      |                      |
| 6                 | Naomi Metzger         | Reino Unido   | 14.33 | x     | 13.96 | 14.22 | 13.77 | 14.25 | 14.33      |                      |
| 7                 | Senni Salminen        | Finlândia     | 14.13 | x     | x     | x     | x     | x     | 14.13      |                      |
| 8                 | Elena Panțuroiu       | Roménia       | 13.49 | 13.80 | 14.01 | x     | 13.83 | 13.82 | 14.01      | Recorde da temporada |
| 9                 | Spyridoula Karydi     | Grécia        | 13.32 | 13.10 | 13.54 |       |       |       | 13.54      |                      |
| 10                | Ottavia Cestonaro     | Itália        | 13.15 | x     | 13.48 |       |       |       | 13.48      |                      |
| 11                | Aleksandra Nacheva    | Bulgária      | x     | x     | 13.33 |       |       |       | 13.33      |                      |
| 12                | Dovilė Kilty          | Lituânia      | 13.27 | x     | 13.04 |       |       |       | 13.27      |                      |

Legenda
| Recorde mundial       | Recorde mundial (World record)               |                       | Recorde africano                      | Recorde africano (African) |                                           | Q | Classificado por posição (Qualified) |
| Recorde do campeonato | Recorde do campeonato (Championship record)  | Recorde da América    | Recorde da América (Americas)         | q                          | Classificado por melhor tempo (Qualified) |   |                                      |
| Melhor marca do ano   | Melhor marca do ano (World leading)          | Recorde asiático      | Recorde asiático (Asian)              | DNS                        | Não largou (Did not start)                |   |                                      |
| Recorde nacional      | Recorde nacional (National record)           | Recorde europeu       | Recorde europeu (European)            | DNF                        | Não terminou (Did not finish)             |   |                                      |
| Recorde pessoal       | Recorde pessoal do atleta (Personal best)    | Recorde da Oceania    | Recorde da Oceania (Oceania)          | DSQ / DQ                   | Desclassificado (Disqualified)            |   |                                      |
| Recorde da temporada  | Recorde da temporada do atleta (Season best) | Recorde sul-americano | Recorde sul-americano (South America) | NM                         | Sem marca (No mark)                       |   |                                      |